# Tosarhombus octoculatus
Tosarhombus octoculatus és un peix teleosti de la família dels bòtids i de l'ordre dels pleuronectiformes.

## Distribució geogràfica
Es troba a les costes del Japó (incloent-hi les Illes Ryukyu) i a l'est de Taiwan.